# كاري دبليو. هارتمان
كاري دبليو. هارتمان (بالإنجليزية: Cary W. Hartman)‏ هو نحال أمريكي، ولد في 19 مايو 1859 في Marathon, Ohio ‏ في الولايات المتحدة، وتوفي في 1947.